# Massimiliano Vajro
Massimiliano Vajro (spesso citato come Max Vajro; Napoli, 20 maggio 1930 – Napoli, 4 novembre 2003) è stato un giornalista e scrittore italiano.

## Biografia
Massimiliano Vajro nacque a Napoli nel 1930 e dopo la laurea in Lettere alla Federico II, a 25 anni fu già autore di una biografia di Arrigo Boito . L'impegno nella musicologia lo portò ad una nuova pubblicazione nel 1962: Fascino delle canzoni napoletane. Svolse intensa attività pubblicistica esordendo come critico nel quotidiano Il Mezzogiorno. Nel 1950 fu segretario del Comitato per le celebrazioni di Arrigo Boito (presieduto da Benedetto Croce); fu fondatore e direttore della rivista Il San Carlo, fu responsabile dell'ufficio stampa dell'Azienda di soggiorno e (dal 1967 al 1972) del Teatro San Carlo . Divenne inviato speciale de Il Mattino dal 1968 al 1980 e direttore, per breve periodo, del quotidiano Napoli Notte. Nel 1980 fu presidente della Società promotrice di belle arti. 
Fu componente di numerosi comitati: per i 250 anni del San Carlo, per le celebrazioni a Torino dell'Unità d'Italia (1961), per il Giubileo in Campania (per conto della Regione, 1998-2000). La sua attività editoriale comprende in anni più recenti il volume ufficiale per il G7 a Napoli, grandi opere illustrate, come "La Reggia di Caserta", la ristampa integrale dei cinque volumi del "Voyage pittoresque" di Sant-Non, la "Dichiarazione dei disegni di Vanvitelli", ma anche l'ideazione dell'opera in tre volumi su "Napoli nel Novecento" a cura di Fulvio Tessitore, Alda Croce e Domenico Conte, con la collaborazione di 150 studiosi. 
Alla fine degli anni '90 Massimiliano Vajro prese la guida della casa editrice Fausto Fiorentino Editore - ritrovo di intellettuali come Gino Doria, Roberto Pane e Fausto Nicolini - impegno che mantenne fino a poco prima della sua scomparsa.

## Riconoscimenti
Risale al 1965 il 'Premio Bodoni' ricevuto dalle mani di Giovanni Mardesteig a Parma.  Negli anni 2000 il presidente della Repubblica Carlo Azeglio Ciampi gli conferisce l'onorificenza di Cavaliere di gran croce. Nel 2001 vince il premio narrativa "Graham Greene" Capri San Michele per il libro "Mia madre innamorata"  . In suo ricordo il Comune di Napoli ha intitolato una borsa di studio.

## Curiosità
Massimiliano Vajro ha anche recitato nel film Morte di un matematico napoletano nella parte del rettore dell'università di Napoli. Nel 1970 alla cena conclusiva di un concorso gastronomico a Napoli propose al celebre gastronomo Luigi Carnacina una ricetta che il "Re della Cucina" accolse e inserì in un grande ricettario pubblicato a dispense con il nome di "Gnocchi alla Max".

## Opere
- Canzonette napoletane del primo Ottocento, Napoli,  R. Pironti e F., 1954
- [Arrigo Boito], Brescia, La Scuola, 1955
- La canzone napoletana dalle origini all'Ottocento, Napoli, Vajro, 1957
- Il coordinamento dell'industria del forestiero e della propaganda turistica nel mezzogiorno, Napoli, L'Industria Meridionale, 1960
- E.A.Mario : notizie sulla vita e appunti per un saggio, Napoli, 1960
- Naples : the city and its surroundings : with 180 illustrations and 1 map, Napoli, Alberto Marotta, 1960
- Fascino delle canzoni napoletane, Napoli, Alberto Marotta, 1962